# Europäischer Fernwanderweg E6

Wegmarkierung in Norddeutschland

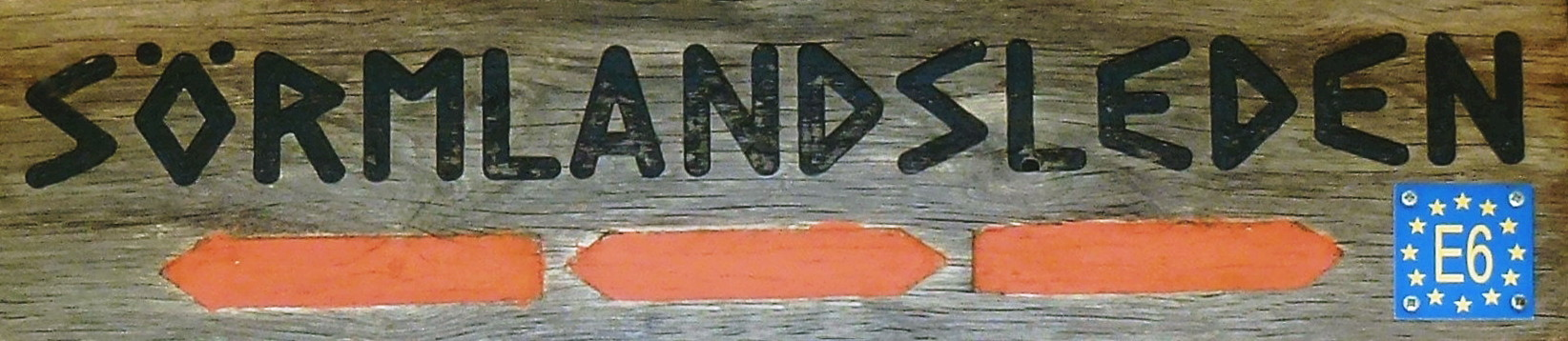
Markierung E6 auf dem Sörmlandsleden in Schweden

Der Europäische Fernwanderweg E6 ist Teil des europäischen Wanderwegnetzes und führt von Kilpisjärvi im Nordwesten von Finnland bis zu den Dardanellen in der Türkei. Die Gesamtlänge beträgt 6030 Kilometer.

## Entstehung
Der E6 wurde am 22. Juni 1975 in Mariazell, Österreich, eingeweiht.

## Streckenverlauf

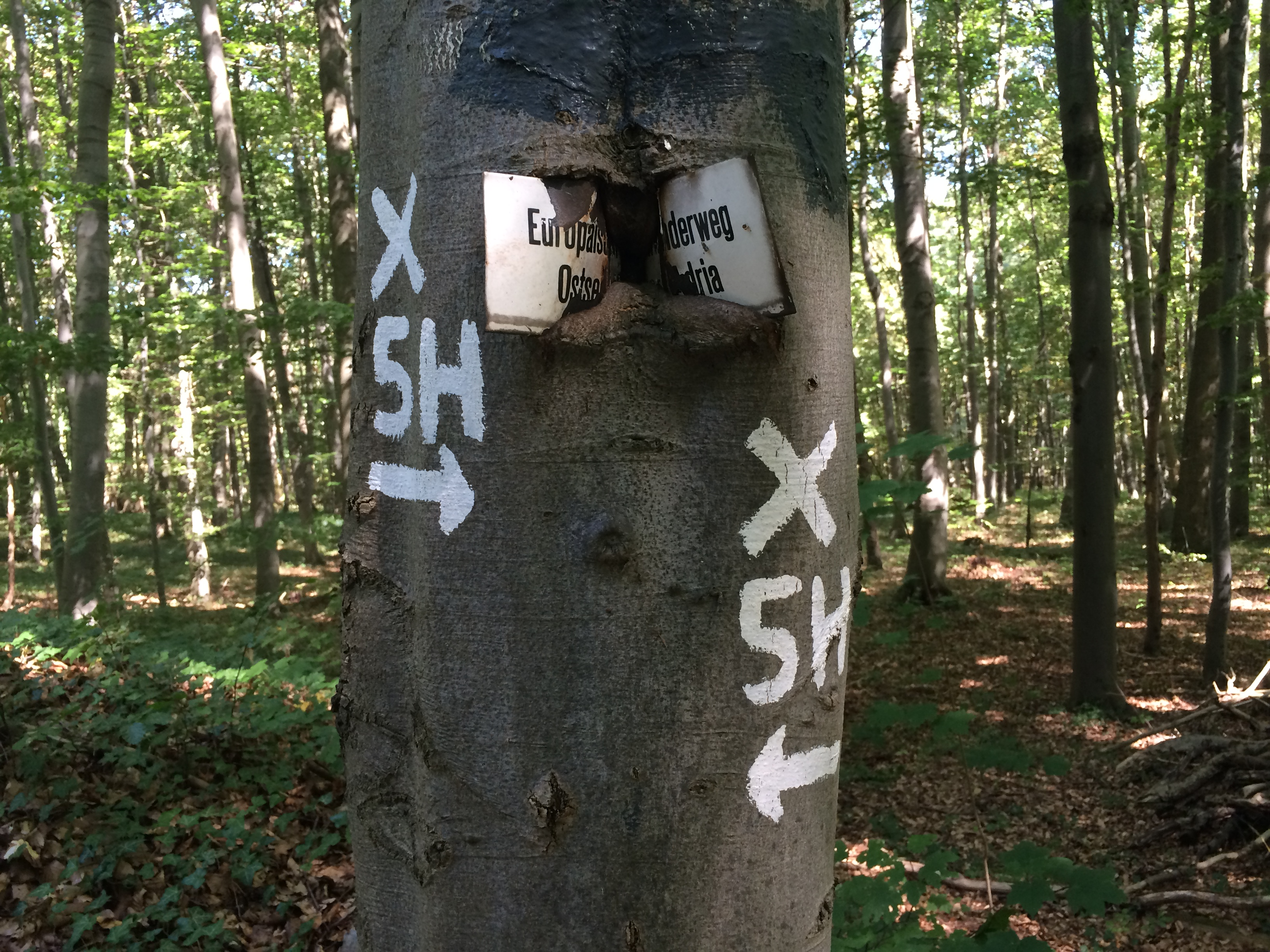
Nicht mehr gepflegte Markierungen in Hessen; am X5H im Ringgau

Er führt dabei in Wegrichtung von Nord nach Süd durch folgende Länder, Regionen und Städte:

### Finnland
- Kilpisjärvi
- Pirkanmaa
- Turku

### Schweden
- Grisslehamn
- Norrtälje
- Stockholm
- Malmö
- Öresundbrücke – mit Zug oder PKW

### Dänemark
- Kopenhagen
- Kastrup
- Korsør
- Storebeltbrücke – mit Zug oder PKW
- Nyborg
- Svendborg
- Fähre bis Ærø, dann Fähre bis Als
- Kruså (Zusammentreffen mit dem Europäischen Fernwanderweg E1)

### Deutschland
- Schleswig-Holstein
  - Grenzübergang
  - Flensburg
  - Schleswig
  - Eckernförde
  - Kiel
  - Plön
  - Eutin
  - Neustadt in Holstein (Zusammentreffen mit dem Europäischen Fernwanderweg E9)
  - Lübeck
  - Ratzeburg siehe auch Alte Salzstraße
  - Mölln
  - Güster (Abzweigung des Europäischen Fernwanderwegs E1)
  - Büchen
  - Lauenburg

- Niedersachsen
  - Bleckede
  - Schnega
  - Bad Bodenteich
  - Gifhorn – Internationales Mühlenmuseum
  - Braunschweig
  - Wolfenbüttel
  - Harz
  - Goslar
  - Altenau
  - Sieber
  - Bad Lauterberg
  - Göttingen (von Göttingen nach Hann. Münden auf dem Studentenpfad)
  - Hann. Münden
- Hessen
  - Witzenhausen
  - Eschwege
  - Rhön (Zusammentreffen mit dem Europäischen Fernwanderweg E3)
- Bayern
  - Coburg
  - Frankenwald
  - Münchberg
  - Marktredwitz
  - Fichtelgebirge (Abzweigung des Europäischen Fernwanderwegs E3)
  - Böhmerwald
  - Bayerischer Wald
  - Furth im Wald
  - Großer Arber
  - Dreisesselberg

### Österreich

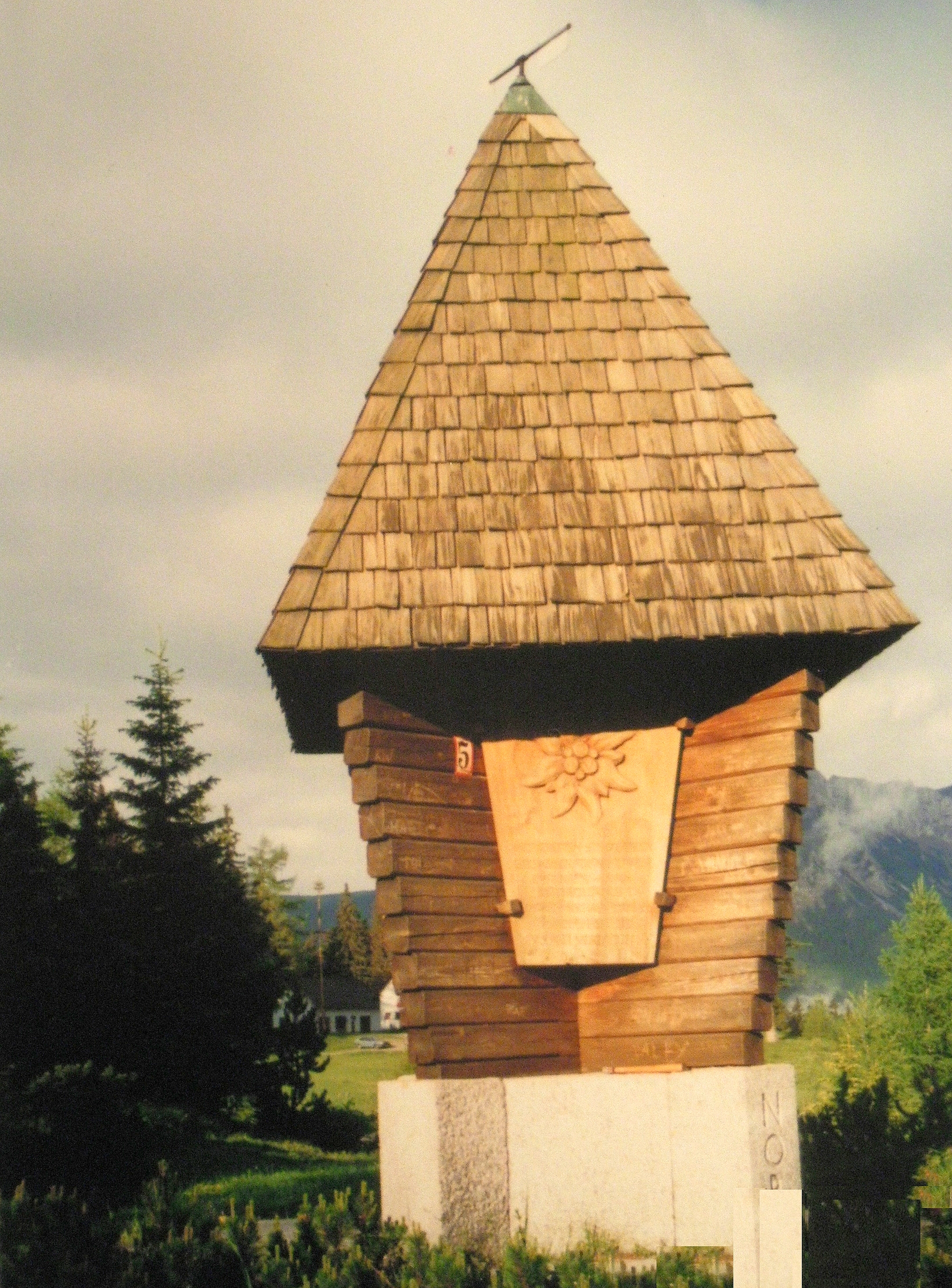
Das Fernwanderwegekreuz am Schnittpunkt der Wege E4 und E6

Der E6 erreicht nahe dem Dreisesselberg österreichisches Gebiet und folgt vorerst dem Nordwaldkammweg zum Bärenstein, nach Haslach, Bad Leonfelden und Freistadt nach Karlstift. Von dort führt ein markierter Abstecher auf den Nebelstein.
Ab dem Nebelstein folgt der E6 dem Nord-Süd-Weitwanderweg und führt vom Nebelstein durch das Waldviertel zur Wachau und überquert bei Spitz die Donau. Über Melk gelangt man ins Mostviertel und über das Hochbärneck nach Lackenhof. Vorbei am Ötscher wird  Mariazell erreicht.
Nun folgt mit der Überschreitung der Gipfel der Hohen Veitsch, des Hochschwabs (höchster Punkt mit 2277 m ü. A.) und des Eisenerzer Reichensteins der alpinste Abschnitt des gesamten E6.
Bei Leoben wird das Murtal durchquert, nach dem Aufstieg auf die Mugel beginnt einer mehrtägige Wanderung über die weststeirischen Almen (Glein-, Stub- und Koralpe), bevor schließlich der Endpunkt des Nord-Süd-Weitwanderwegs, Eibiswald erreicht wird. Es folgt ein kurzer Aufstieg zum Radlpass, wo die Staatsgrenze zu Slowenien überquert wird.

### Slowenien

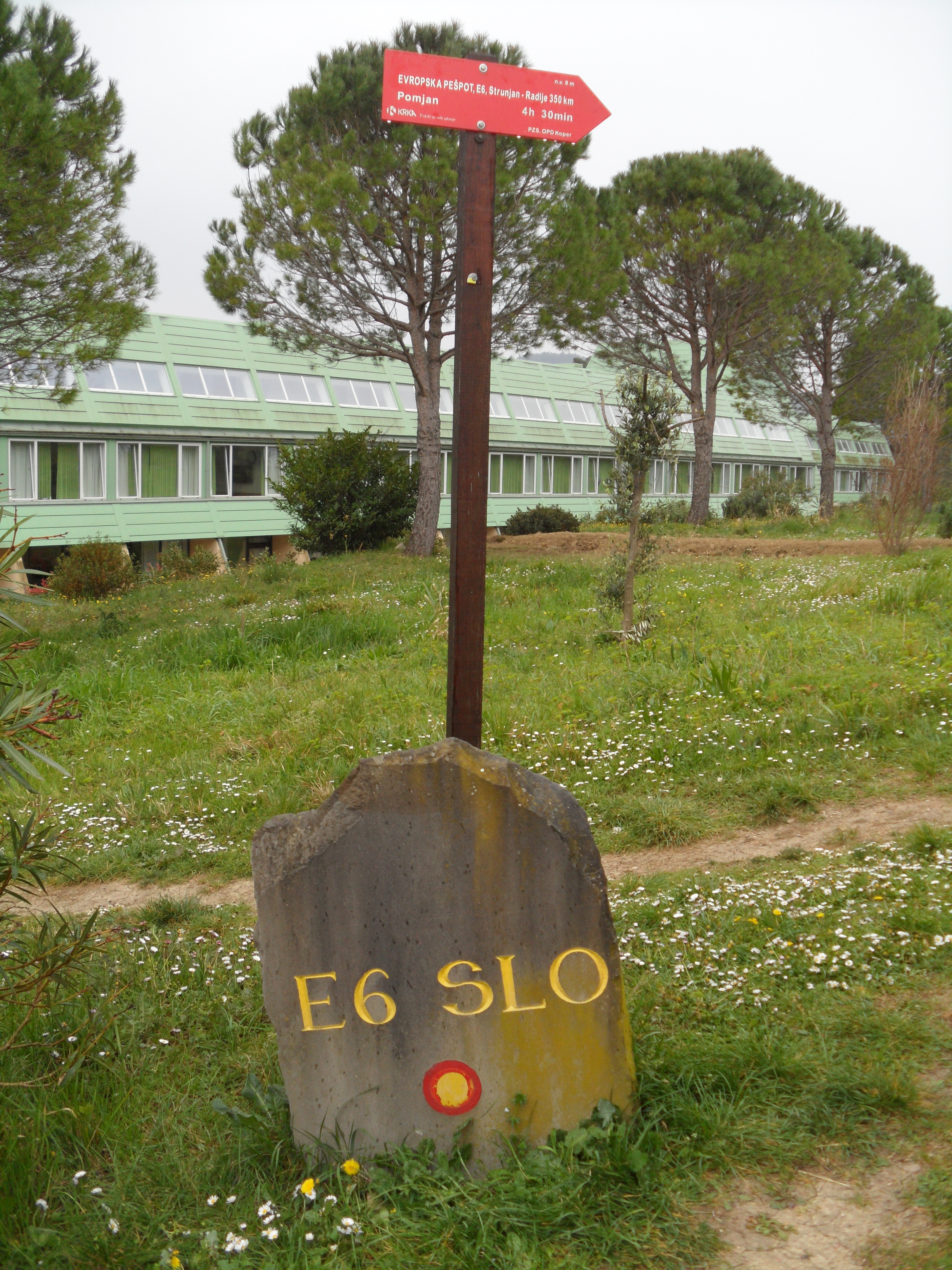
Stein und Wegweiser am Ende des slowenischen Abschnitts

Der slowenische Abschnitt (E6 SLO) ist auch als Ciglar-Weg (slowenisch: Ciglarjeva pot) bekannt, benannt nach den Forstingenieur Milan Ciglar, dem Initiator des Weges und großem Förderer der Europäischen Fernwanderwege in Slowenien.
Der erste Ort, welcher in Slowenien erreicht wird, ist Radlje ob Dravi im Tal der Drau. Von dort geht es über den Pohorje und vorbei an Slovenj Gradec nach Mozirje im Savinjatal und zur Alpenvereinshütte auf Čreta. Über Trojane, Moravče und den Janče wird Grosuplje erreicht.
Bei Predgozd wird der E7 gekreuzt. Vorbei am See von Bloke wird das Karstplateau des Krainer Schneebergs (Snežnik) erreicht, dessen Gipfel (1796 m ü. A.) den höchsten Punkt des E6 in Slowenien darstellt.
Von Ilirska Bistrica führt die Route weiter über den Slavnik bis nach Strunjan an der Adriaküste, wo die Markierung des E6 vorerst endet. Für die Weiterwanderung ist eine Schiffsreise nach Griechenland erforderlich oder es wird auf dem E12 nach Kroatien fortgesetzt.
Der Ciglar-Weg wurde 1975 eröffnet. Eine frühere Route („E6 YU“) verlief vom Snežnik nach Kastav nahe Rijeka in Kroatien. Seit dem Zerfall Jugoslawiens besteht bei Gomance aber kein internationaler Grenzübergang zwischen Slowenien und Kroatien, daher wurde 1997 das Ende des slowenischen Abschnitts an die slowenische Adriaküste verlegt.

### Griechenland
- Igoumenitsa
- Ioannina
- Florina
- Alexandroupoli

### Türkei
- Dardanellen